# Torch Song Trilogy
Torch Song Trilogy est une pièce de théâtre de Harvey Fierstein créée en 1982 à l'Actors' Playhouse à Greenwich Village (New York). 

## Argument
Chaque acte dépeint la vie d'Arnold Beckoff, que Firstein décrit comme un « kvetch (quelqu'un qui se plaint habituellement) vif d'esprit et plein d'envies ». C'est un Juif homosexuel et drag queen, chanteur de torch songs (chansons sentimentales) vivant à New York à la fin des années 1970 et au début des années 1980.

## Distinctions
- Tony Awards 1983[1]
  - Tony Award de la meilleure pièce
  - Tony Award du meilleur acteur dans une pièce pour Harvey Fierstein.

## Film
Torch Song Trilogy a été adaptée en film par Paul Bogart. Harvey Fierstein y reprend le rôle titre.